# رونالد فينيتيان
رونالد فينيتيان (بالهولندية: Ronald Runaldo Venetiaan)‏. ولد في 18 يونيو 1936 عالم رياضيات ورئيس سورينام التاسع . تولى الحكم في 16 يوليو 1991 للمرة الأولى واستمر في الرئاسة حتى عام 1996 حين خسر الانتخابات امام خوليس ويدنبوش وفي خلال فترة رئاسته وضع خططا من اجل التطوير والتنية القتصادية في بلاده. وعاد في عام 2000 ليترشح مرة ثانية لرئاسة البلاد ففاز في النتخابات بحصوله على 37 صوت من اصل 51 من اصوات البرلمان وفي الانتخابات عام 2005 فشل أي من المرشحين في الحصول على ثلثي الأصوات في الجولة الأولى أو الثانية فتم التصويت من خلال مجلس الشعب المتحد وهو مجلس مؤلف من البرلمانيين وممثلي المقاطعات وحصل فيه رونالد على 560من 879 صوتا من اصل 891 عضو في المجلس. انتهت ولايته في عام 2010.